# Change (Christina Aguilera)
"Change" is een nummer van de Amerikaanse zangeres Christina Aguilera. Het is geschreven door Aguilera, Fancy Hagood en Flo Reutter, die ook het nummer heeft geproduceerd. RCA Records bracht nummer voor het eerst ter gehoor op 16 juni 2016 tijdens On Air with Ryan Seacrest. Het nummer is opgedragen aan de slachtoffers van de schietpartij in Orlando in 2016, waarbij de opbrengsten worden gedoneerd aan de families van de slachtoffers.

## Videoclip
Een songtekstvideo verscheen op 16 juni 2016 op het YouTube- en Vevoaccount op 16 juni 2016.

## Tracklijst
| Nr. | Titel  | Duur |
| --- | ------ | ---- |
| 1.  | Change | 3:07 |